# Billy Farwig
Guillermo Augusto "Billy" Farwig Avaroa (* 24. Oktober 1957 in La Paz) ist ein ehemaliger bolivianischer Skirennläufer.

## Karriere
Farwig nahm an den Olympischen Winterspielen 1980 in Lake Placid teil. Dort erreichte er als bestes Ergebnis den 42. Platz in der Abfahrt. Danach trat Farwig nicht mehr als Rennläufer in Erscheinung.

## Privates
Farwigs Onkel René nahm 1956 als erster Bolivianer an Olympischen Winterspielen teil.

## Erfolge

### Olympische Winterspiele
- Lake Placid 1980: 42. Abfahrt, DNF Riesenslalom, DNF Slalom

### Weltmeisterschaften
- Lake Placid 1980: 42. Abfahrt, DNF Riesenslalom, DNF Slalom